# Yamaha Motif XS
Yamaha Motif XS – stacja robocza japońskiej firmy Yamaha, produkowana od 2007 roku, jako kontynuacja serii Motif, następca modelu Motif ES (2003).

## Wygląd
Motif XS znacznie różni się od swojego poprzednika, ES. Ma duży, kolorowy wyświetlacz LCD, o przekątnej 5.7", i rozdzielczości 320x240 pikseli. XS posiada 8 suwaków, 8 gałek, 6 guzików sekwencera, kontrolery: Ribbon, Pitch Bend i Modulation. Podobnie jak w poprzednich seriach Motif, XS produkowany jest w 4 wersjach – 6 (61 klawiszy FSX), 7 (76 klawiszy FSX), 8 (88 klawiszy ważonych) oraz Rack (moduł brzmieniowy). Do poruszania się po menu służy kółko oraz 8 guzików (lewo, prawo, góra, dół, tak, nie, wróć, enter).

## Funkcje i możliwości
Yamaha Motif XS oferuje 1024 brzmienia fabryczne, i 384 miejsca na barwy użytkownika. Nowa odsłona Motif’a bazuje na syntezie znanej od lat – AWM, w wersji 2 z Rozszerzoną Artykulacją. 2670 próbek wave zajmuje 355MB pamięci ROM. Sekwencer XS’a potrafi zapisać 130 000 nut. Motif XS (i jego następca) pracują na systemie operacyjnym Linux, zmodyfikowanym przez firmę MontaVista. Na tym samym systemie pracuje Korg OASYS.

## Znani użytkownicy
- Paul Brown
- David Bryan
- J.R. Rotem
- Stevie Wonder